# Villa Rupertus
Die Villa Rupertus ist eine Villa und ehemalige Kurpension in der Friedrich-Ebert-Alle in Bad Reichenhall.
Die Villa Rupertus steht unter Denkmalschutz und ist unter der Nummer D-1-72-114-25 in die Bayerische Denkmalliste eingetragen.

## Geschichte
Die Villa Rupertus ist eine ehemalige Kurpension, die zur Blütezeit des Kurbetriebs in Bad Reichenhall im ausgehenden 19. Jahrhundert entstand. Insbesondere um die Jahrhundertwende entstanden zahlreiche ähnliche Gebäude in diesem Bereich der Stadt und im Ensemble Kurviertel, die teilweise noch erhalten sind. Die meisten wurden als Kurpensionen und Hotels genutzt, um dem großen Andrang der Kurgäste der Stadt gerecht zu werden. Besser betuchte Gäste – darunter auch Teile des deutschen, österreichischen oder russischen Hochadels – bevorzugten die exklusiven Häuser wie die Grandhotels Axelmannstein oder Burkert direkt am Kurgarten. Die weniger solventen Gäste wichen dann auf die kleineren Hotels und Pensionen wie die Villa Rupertus aus, die etwas weiter außerhalb lagen.

## Beschreibung
Die Villa Rupertus ist ein dreigeschossiger Bau mit Mezzanin, einer Neurenaissance-Putzgliederung, Mittelrisalit mit Helmabschluss und Eisenbalkons. Das Gebäude wurde Ende des 19. Jahrhunderts errichtet.

## Lage
Die Villa Rupertus befindet sich direkt am gleichnamigen Rupertuspark an der Bad Reichenhall in Bad Reichenhall. Direkt neben der Villa Rupertus befindet sich die Villa Isolde, die seit 2024 ebenfalls unter Denkmalschutz steht.